# بوئینگ ۳۷۷ استراتوکروزر
بوئینگ ۳۷۷ استراتوکروزر (به انگلیسی: Boeing 377 Stratocruiser) یک هواپیمای ساختِ کارخانهٔ هواپیماهای تجاری بوئینگ در کشور ایالات متحده آمریکا است. نخستین استفاده‌کنندهٔ این هواپیما خطوط هوایی سراسری آمریکا بوده‌است. این هواپیما در ۸ ژوئیه ۱۹۴۷ میلادی نخستین پرواز خود را انجام داد.

## استفاده‌کنندگان
اکوادور
- Línea Internacional Aérea

 اسرائیل
- نیروی هوایی اسرائیل

 سوئد
- Svensk Interkontinental Lufttrafik بخشی از هواپیمایی اسکاندیناوی

 بریتانیا
- British Overseas Airways Corporation

 ایالات متحده آمریکا
- American Overseas Airlines
- DAI Airways
- نورت‌وست ایرلاینز
- خطوط هوایی سراسری آمریکا
- Transocean Air Lines
- یونایتد ایرلاینز

 ونزوئلا
- Rutas Aéreas Nacionales SA